# 29251 Hosokawa
29251 Hosokawa è un asteroide della fascia principale. Scoperto nel 1992, presenta un'orbita caratterizzata da un semiasse maggiore pari a 2,671840 UA e da un'eccentricità di 0,192470, inclinata di 13,681785° rispetto all'eclittica. Ha un periodo di rotazione di 3,099 ore.